# Тајла
Тајла Лора Ситал (енгл. Tyla Laura Seethal; Јоханезбург, 30. јануар 2002) јужноафричка је певачица и текстописац. Међународну славу је стекла 2023. када је објавила сингл Water.

## Биографија
Рођена је 30. јануара 2002. у породици Обојених у Јоханезбургу. Током школовања, објављивала је обраде песама на платформи Instagram, које је такође слала бројним личностима у музичкој индустрији. Студирала је рударско инжењерство пре него што је одлучила да се у потпуности посвети својој музичкој каријери.

## Дискографија
Студијски албуми
- (2024)